# ألف يونسن
ألف يونسن هو عسكري نرويجي، ولد في 26 يناير 1919، وتوفي في 14 يناير 1986.